# Mircea Baniciu (EP)
Mircea Baniciu este un disc EP apărut în anul 1979 la casa de discuri Electrecord. Acest material reprezintă debutul discografic al lui Mircea Baniciu în calitate de artist solo, după fuga din țară a colegilor săi din formația Phoenix. Cele patru piese au fost înregistrate mono, doar cu acompaniament de chitară acustică, într-un studio al Televiziunii Române. Neavând un nume oficial, EP-ul mai este cunoscut și sub titlul Călătorie (împrumutat de la prima piesă de pe el).

## Piese
1. Călătorie
2. Hanul ulciorului nesecat
3. Hai la joc
4. Dacă ai ghici

Toate melodiile sunt compuse de Mircea Baniciu.
Versuri: adaptare de Mircea Baniciu din lirica engleză (1), Mircea Baniciu (2, 3), Mira Hristofor (4).

## Personal
- Mircea Baniciu – voce, chitară acustică
- Valeriu Sepi – grafică
- Dan Atănăsoaie – fotografie